# Samsung Galaxy Note 9
Pour les articles homonymes, voir Samsung Galaxy Note.
Le Samsung Galaxy Note 9 est un smartphone haut de gamme de type phablette du constructeur sud-coréen Samsung qui a été annoncé le 9 août 2018. La conférence Samsung Galaxy Unpacked au cours de laquelle le Samsung Galaxy Note 9 a été présenté s'est tenue à New-York. Il fait partie de la gamme Galaxy Note.
L'engouement autour de cette présentation était toutefois moindre, le produit phare de l'année pour Samsung ayant été le Samsung Galaxy S9.
Il remplace le Samsung Galaxy Note 8.

## Caractéristiques

### Design
À l'image des modèles précédents de la gamme Galaxy Note, le Note 9 se démarque par un écran grand format. Par rapport aux Galaxy Note 8, dont il reprend le design, la surface de la dalle est plus importante, avec 6,4 pouces contre 6,3 pour le Note commercialisé en septembre 2017. Le huitième Galaxy Note, car Samsung avait sauté le 6 en 2016, profite d'un écran Infinity Display Super AMOLED Quad HD+.
Outre les différences en termes de RAM et de capacité de stockage, plusieurs versions sont proposées au niveau des coloris. On retrouve ainsi un modèle noir, gris, marron, rose et bleu. La couleur bleue a d'ailleurs une particularité, son stylet est jaune, contrairement aux autres où le smartphone et son stylet sont de la même couleur.

### Fiche technique
Concernant le processeur, c'est un Exynos 9810 octo-core cadencé à 2,8 GHz, rendant le smartphone plus performant que le Note 8 qui est embarqué sur le modèle commercialisé en France. Pour le marché américain et chinois, c'est un Snapdragon 845 qui est intégré. Qu'il s'agisse de l'une ou l'autre version, elles sont accompagnées par pas moins de 6 Go de RAM avec 128 gigaoctets de stockage interne, extensibles via micro SD. Néanmoins Samsung est allé plus loin avec une version comportant 8 Go de RAM avec 512  Go de stockage, pouvant être doublé via une carte micro SD de 512 Go, soit un stockage total d'1 Tio, une première sur smartphone.
Concernant l'accessoire incontournable du géant de la famille Galaxy, le stylet qui accompagne le Note 9 est un S-Pen, lequel a été amélioré. Il peut toujours afficher des éléments à l'écran sans toucher l'écran, prendre des notes manuscrites ou faire des dessins avec précision, traduire du texte, faire office de loupe, mais la grande nouveauté est l'apport du Bluetooth. Via le Bluetooth, le stylet peut servir de télécommande pour la caméra de l'appareil, pour piloter des présentations ou naviguer dans la galerie ou ses musiques.
Du côté des performances en termes d'appareil photo, l'appareil possède un double capteur de 12 mégapixels, le premier capteur aborde la technologie à double ouverture variable entre f/1.5 et f/2.4 introduite sur les Galaxy S9, le second capteur est un téléobjectif avec une ouverture de f/2.4 permettant l'effet de profondeur de champ ainsi qu'un zoom optique fois deux. Les capteurs bénéficient également des fonctionnalités de super ralenti à 960 images par seconde, d'une stabilisation optique avancée, d'autofocus rapide ou encore de flash LED. La caméra de face embarque pour sa part 8 Mégapixels avec autofocus et ouverture f/1.7.
En termes de connectivité, le Galaxy Note 9 est compatible avec la 4G LTE et la LTE Advanced, permettant d'atteindre un débit maximal de 1,2  Gbit/s.

### Commercialisation
Le Samsung Galaxy Note 9 est en pré-commande quasiment depuis son annonce dans de nombreux pays dont la France, les appareils sont livrés le 24 août, date à laquelle il est disponible dans le commerce.